# Denis Bertolini
Denis Bertolini (* 13. Dezember 1977) ist ein ehemaliger italienischer Radrennfahrer.
1998 gewann er die Trofeo Papà Cervi. 2001 gewann Denis Bertolini das Straßenrennen der Mittelmeerspiele. 2002 begann er seine internationale Karriere bei dem Schweizer Radsportteam Phonak Hearing Systems. Ab 2004 stand er bei dem italienischen Professional Continental Team Acqua & Sapone unter Vertrag. In seiner ersten Saison dort entschied er zwei Etappen beim Circuit des Mines und ein Teilstück bei der Friedensfahrt für sich. Bei der Österreich-Rundfahrt 2005 belegte Bertolini in der Sprintwertung den vierten Rang. Außerdem wurde er in dieser Saison jeweils Etappenzweiter bei der Tour de Langkawi und bei der Regio-Tour.

## Erfolge
2004
- eine Etappe Friedensfahrt

## Teams
- 2002–2003 Phonak Hearing Systems
- 2004–2006 Acqua & Sapone
- 2007–09/2009 Serramenti PVC Diquigiovanni